# Sérgio Godinho
Sérgio de Barros Godinho (Porto, 31 agosto 1945) è un poeta, compositore e cantante portoghese, considerato uno dei più influenti artisti nel panorama della musica popolare del suo paese.
Nel 1995 gli è stato assegnato il Premio Tenco.
In italiano ha inciso Il primo giorno per l'album Roba di Amilcare e, insieme ai Têtes de Bois, Lisbona quando albeggia per l'album Quelle piccole cose.

## Discografia
- 1971 – Os Sobreviventes
- 1972 – Pré-Histórias
- 1974 – À Queima-Roupa
- 1976 – De Pequenino Se Torce O Destino
- 1978 – Pano Cru
- 1979 – Campolide
- 1980 – Canto da Boca
- 1980 – Kilas o Mau da Fita
- 1983 – Coincidências
- 1984 – Salão de Festas
- 1985 – Era Uma Vez Um Rapaz
- 1987 – Na Vida Real
- 1988 – Sérgio Godinho Canta com Os Amigos do Gaspar (Infantil)
- 1989 – Aos Amores
- 1990 – Escritor de Canções (ao vivo)
- 1993 – Tinta Permanente
- 1995 – Noites Passadas (ao vivo)
- 1997 – Domingo no Mundo
- 1998 – Rivolitz (ao vivo)
- 2000 – Lupa
- 2001 – Afinidades
- 2001 – Biografias do Amor
- 2003 – Irmão do meio
- 2006 - Ligação Directa
- 2008 - Nove e Meia no Maria Matos Ao Vivo
- 2011 - Mútuo Consentimento
- 2014 - Liberdade Ao Vivo